# Air Columbus
Air Columbus – Transporte Aéreo Não Regular, SA war eine auf dem Flughafen Madeira beheimatete portugiesische Charterfluggesellschaft, die ihren Betrieb im Jahr 1994 eingestellt hat.

## Geschichte

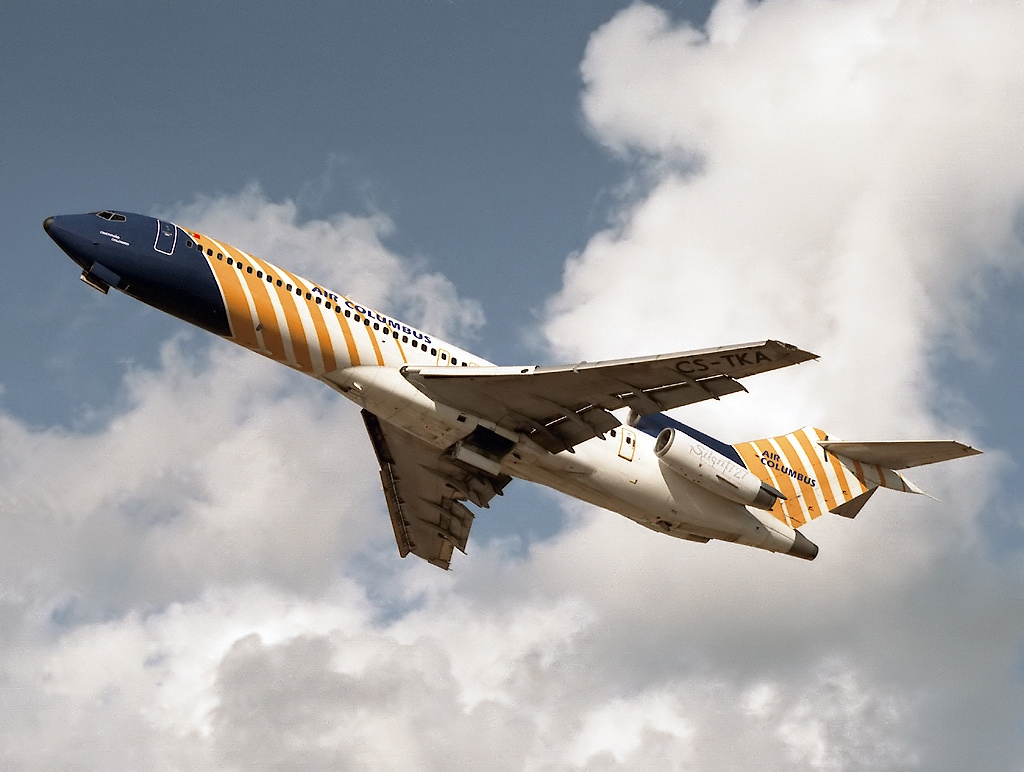
Boeing 727-200 der Air Columbus, Faro 1991

Air Columbus wurde 1989 von Privatinvestoren in Lissabon gegründet. Die dänische Fluggesellschaft Sterling Airways besaß eine 34-prozentige Beteiligung an dem Unternehmen und stellte eine Boeing 727-200 zur Verfügung, mit der am 5. Oktober 1989 der Flugbetrieb auf der Strecke von Faro nach London-Gatwick aufgenommen wurde. Eine weitere Boeing 727-200 erhielt die Gesellschaft im März 1991. Im März 1992 wurde die Flotte mit zwei Boeing 737-300 erweitert. In der Sommersaison nutzte Air Columbus hauptsächlich den Flughafen Faro an der Algarve als Ausgangsbasis für touristische Charterflüge. Im Winter setzte die Gesellschaft ihre Flugzeuge überwiegend ab Madeira ein. 
Im Jahr 1993 beförderte das Unternehmen über 230.000 Passagiere und nahm erstmals Charterflüge von Madeira nach Kanada auf. Im selben Jahr meldete Sterling Airways Insolvenz an, wodurch sich die finanzielle Situation der Air Columbus verschlechterte. Die wirtschaftliche Talfahrt des Unternehmens setzte sich im Juli 1993 fort, nachdem Air Columbus durch den Konkurs des deutschen Reiseveranstalters MP Travel Line einen ihrer Hauptkunden verlor. Infolgedessen kündigte die Gesellschaft im August 1993 kurzfristig einen Leasingvertrag für eine Boeing 757-200, unmittelbar vor Auslieferung der bereits in Firmenfarben lackierten Maschine. Der Verlust des Hauptkundens führte zu einer ungenügenden Auslastung der Flugzeuge und erschwerte einen rentablen Flugbetrieb. In der Folgezeit führte das Unternehmen neben eigenen Charterflügen vermehrt Auftragsdienste (Subcharter) für andere Fluggesellschaften durch. Air Columbus stellte den Flugbetrieb im Dezember 1994 ein und wurde im Frühjahr 1995 liquidiert.

## Flotte
- Boeing 727-200
- Boeing 737-300